# Hoa hậu Trung Quốc Thế giới
Hoa hậu Trung Quốc Thế giới (tiếng Anh: Miss China World) là một cuộc thi sắc đẹp cấp quốc gia nhằm gửi đại diện của nước Cộng hòa Nhân dân Trung Hoa tham dự Hoa hậu Thế giới. Đây là cuộc thi hoa hậu cấp quốc gia được tổ chức đầu tiên và lâu đời nhất tại Trung Quốc.

## Lịch sử
Hoa hậu Trung Quốc (giản thể: 世界小姐中国赛区; phồn thể: 世界小姐中國賽區; bính âm: shìjiè xiǎojiě zhōngguó sàiqū; Hán-Việt: Thế giới Tiểu thư Trung Quốc Tái khu) là cuộc thi sắc đẹp cấp quốc gia lớn nhất ở Trung Quốc đại lục. Sân chơi này bắt đầu gửi các đại diện của Trung Quốc tham gia cuộc thi Hoa hậu Thế giới kể từ năm 1994.

## Danh sách các Hoa hậu Trung Quốc Thế giới
Tông màu
- Đăng quang ngôi vị Hoa hậu
- Dừng chân ở vị trí Á hậu
- Dừng chân ở nhóm những người lọt vào vòng chung kết hoặc bán kết

| Năm tổ chức | Hoa hậu Trung Quốc | Tên tiếng Trung | Tên chữ Hán phồn thể | Tên quốc tế   | Vị trí                | Giải đặc biệt |
| 1994        | Phan Đào           | 潘涛            | 潘濤                 | Pan Tao       |                       | |
| 2001        | Lý Băng            | 李冰            | 李冰                 | Li Bing       | Top 5                 | Nữ hoàng sắc đẹp châu Á-Thái Bình Dương |
| 2002        | Ngô Anh Na         | 吴英娜          | 吳英娜               | Wu Yingna     | Top 10                | Nữ hoàng sắc đẹp châu Á-Thái Bình Dương |
| 2003        | Quan Kỳ            | 关琦            | 關琦                 | Guan Qi       | Á hậu 2               | Nữ hoàng sắc đẹp châu Á-Thái Bình Dương Lọt vào top 21 của giải Hoa hậu Tài năng |
| 2004        | Dương Kim          | 杨金            | 楊金                 | Yang Jin      | Top 15                | Á hậu 1 của giải Hoa hậu Tài năng Lọt vào top 20 của giải Hoa hậu Người mẫu |
| 2005        | Triệu Đình Đình    | 赵婷婷          | 趙婷婷               | Zhao Tingting |                       | Lọt vào Top 16 của giải Hoa hậu Tài năng |
| 2006        | Lưu Đa             | 刘多            | 劉多                 | Liu Duo       |                       | Lọt vào top 20 của giải Trang phục dạ hội của nhà thiết kế |
| 2007        | Trương Tử Lâm      | 张梓琳          | 張梓琳               | Zhang Zilin   | Hoa hậu Thế giới 2007 | Nữ hoàng sắc đẹp châu Á-Thái Bình Dương Á hậu 2 của giải Hoa hậu Bãi biển Thắng giải Hoa hậu Người mẫu                                                                                        |
| 2008        | Mai Nghiên Lăng    | 梅妍凌          | 梅妍凌               | Mei Yanling   |                       | Top 32 Hoa hậu Người mẫu |
| 2009        | Dư Thanh           | 余声            | 余聲                 | Yu Sheng      |                       | Top 12 Trang phục dạ hội của nhà thiết kế |
| 2010        | Đường Tiêu         | 唐潇            | 唐瀟                 | Tang Xiao     | Top 5                 | Nữ hoàng sắc đẹp châu Á-Thái Bình Dương Á hậu 3 Hoa hậu Bãi biển Top 20 Hoa hậu Người mẫu |
| 2011        | Lưu Thần           | 刘晨            | 劉晨                 | Liu Chen      |                       | Top 11 Hoa hậu Tài năng Top 20 Hoa hậu Người mẫu |
| 2012        | Vu Văn Hà          | 于文霞          | 于文霞               | Yu Wenxia     | Hoa hậu Thế giới 2012 | Thắng giải Hoa hậu Tài năng Lọt vào top 10 của giải Hoa hậu Người mẫu Lọt vào top 10 của giải Hoa hậu Bãi biển                                                                                |
| 2013        | Dư Vy Vy           | 余薇薇          | 余薇薇               | Yu Weiwei     |                       | Lọt vào top 11 của giải Hoa hậu Bãi biển |
| 2014        | Đỗ Dương           | 杜暘            | 杜暘                 | Du Yang       | Top 25                | Lọt vào top 5 của giải Hoa hậu Người mẫu Lọt vào top 25 của giải Lựa chọn của khán giả |
| 2015        | Viên Lộ            | 袁璐            | 袁璐                 | Yuan Lu       | Top 20                | Lọt vào top 30 của giải Hoa hậu Người mẫu |
| 2016        | Khổng Kính         | 孔敬            | 孔敬                 | Jing Kong     | Top 11                | Thắng giải Hoa hậu Người mẫu |
| 2017        | Quan Tư Vũ         | 关思宇          | 關思宇               | Guan Siyu     | Top 40                | Á hậu 3 của giải Hoa hậu Người mẫu |
| 2018        | Mao Bồi Nhị        | 毛培蕊          | 毛培蕊               | Mao Peirui    | Top 30                | Á hậu 1 của giải Hoa hậu Người mẫu Á hậu 1 của giải Hoa hậu Tài năng Giải Nhà thiết kế (người đại diện) Á hậu 1 của Giải Video quảng bá du lịch Tam Á Lọt vào top 25 của giải Hoa hậu Nhân ái |
| 2025        | Trương Miểu Di     | 张妙迪          | 張妙迪               | Zhang MiaoYi  | TBA                   | TBA |